# Wysokopilla (obwód charkowski)
Wysokopilla (ukr. Високопілля) – wieś na Ukrainie, w obwodzie charkowskim, w rejonie bogoduchowskim, w hromadzie Wałky. W 2001 liczyła 1957 mieszkańców, wśród których 1852 wskazało jako ojczysty język ukraiński, 86 rosyjski, 1 mołdawski, 1 węgierski, 14 białoruski, 1 niemiecki, a 2 inny.